# Porsche Carrera GT
Der Carrera GT (Typ 980) ist ein Supersportwagen von Porsche, der in Leipzig gefertigt wurde. Der Motor sollte ursprünglich in einem von Porsche fast zur Einsatzreife entwickelten Le-Mans-Prototyp bei den 24 Stunden von Le Mans an den Start gehen. Allerdings wurde der Start des Sportprototyps verworfen und stattdessen sein Motor und das Chassis sowie einige Technikkomponenten in den Carrera GT übernommen. Weder der Motor noch der entwickelte Le-Mans-Prototyp wurden bisher in einer Rennserie zum Einsatz gebracht.

## Entwicklung

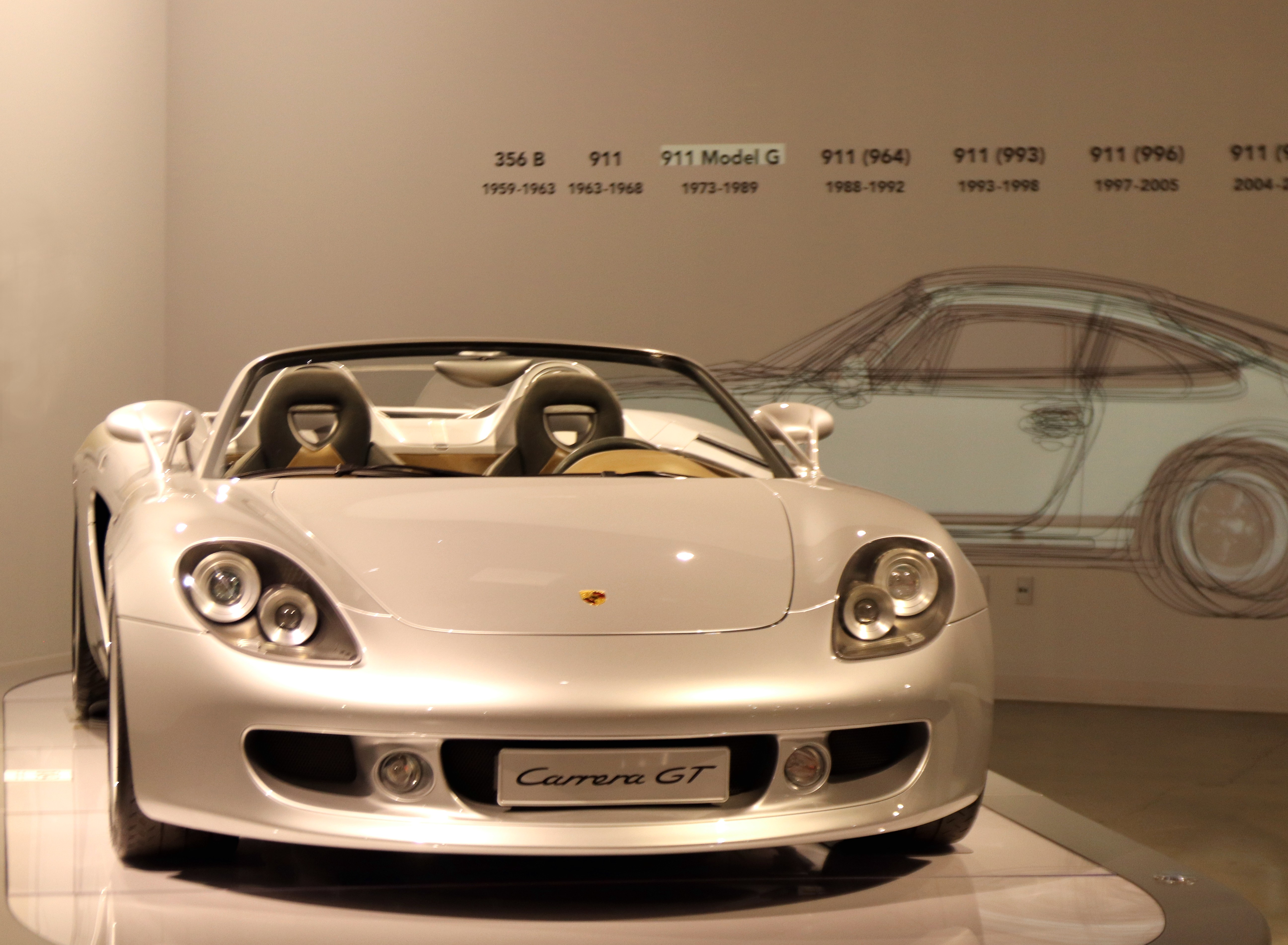
Konzeptfahrzeug im Petersen Automotive Museum
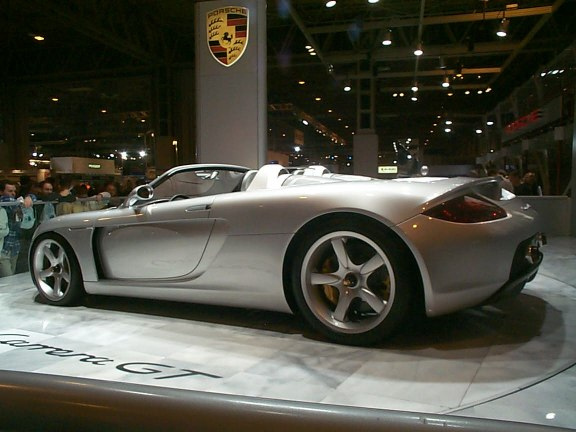
Prototyp auf dem Pariser Autosalon (2000)
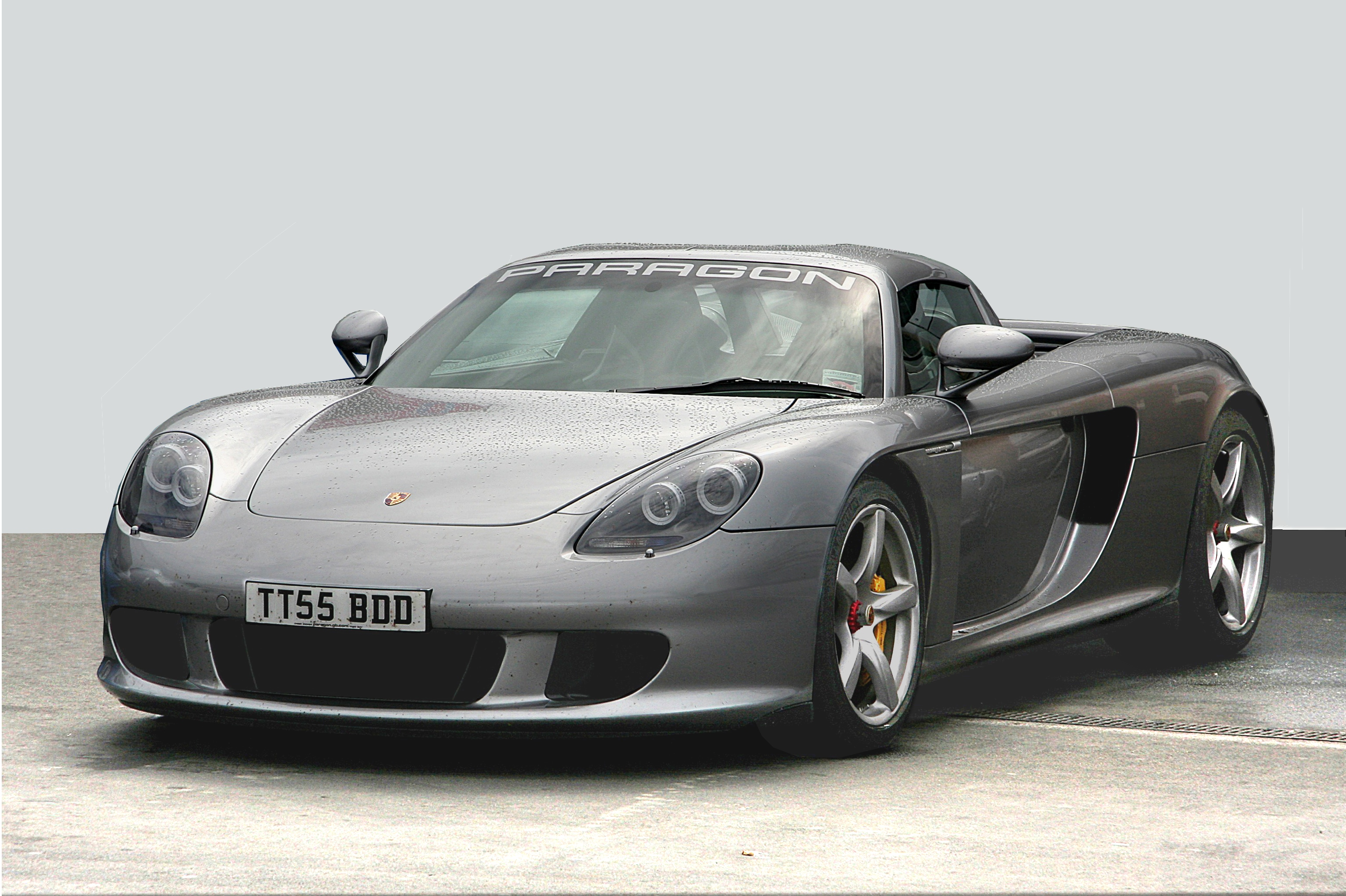
Carrera GT 2007 am Nürburgring

Testfahrten auf der Nordschleife des Nürburgrings trugen wesentlich zur Entwicklung dieses Sportwagens bei. Maßgeblich verantwortlich dafür war der frühere Rallye-Weltmeister Walter Röhrl, der unter anderem die Fahrwerksabstimmungsfahrten mit dem Carrera GT durchführte.

## Karosserie

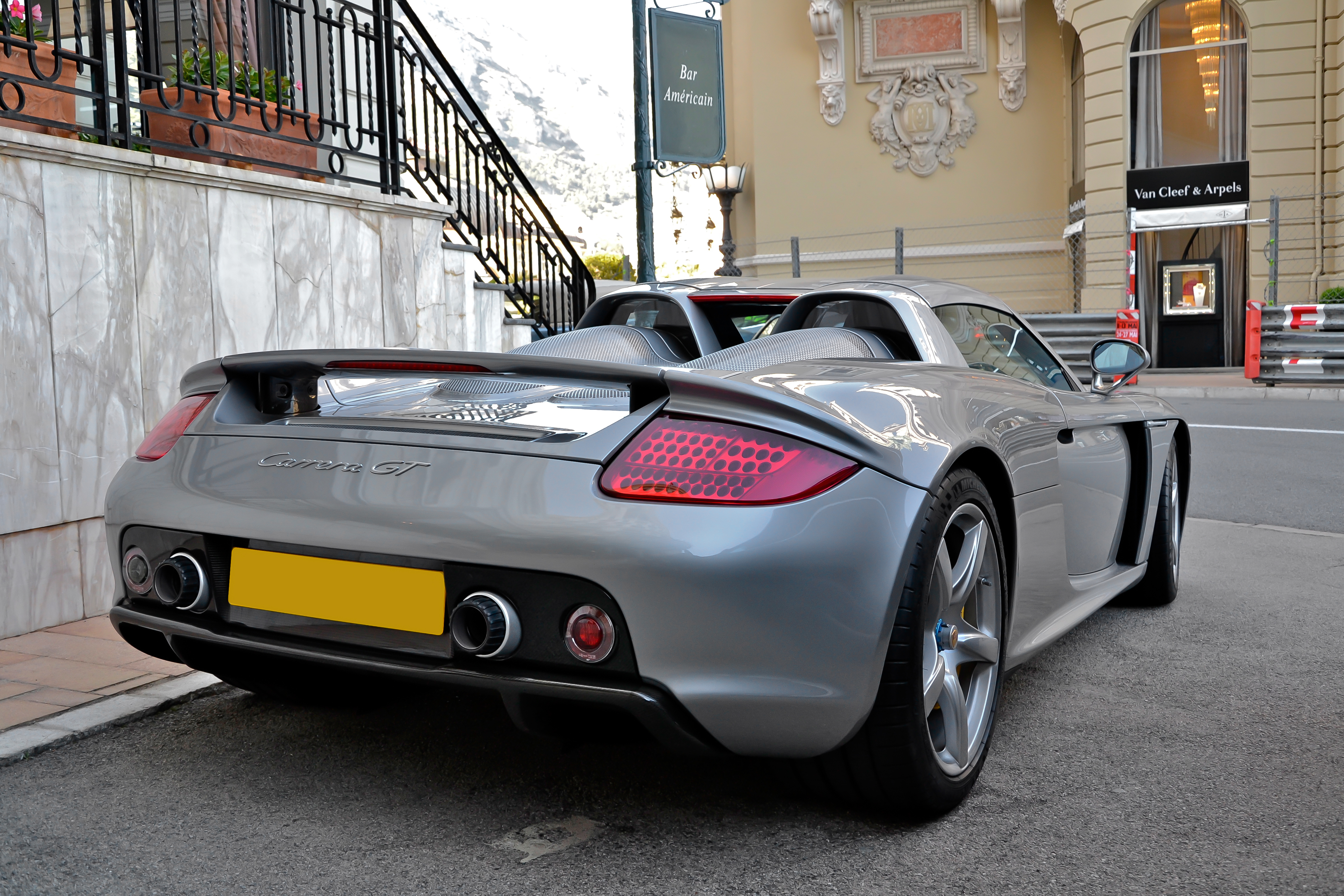
Carrera GT mit heruntergefahrenem …
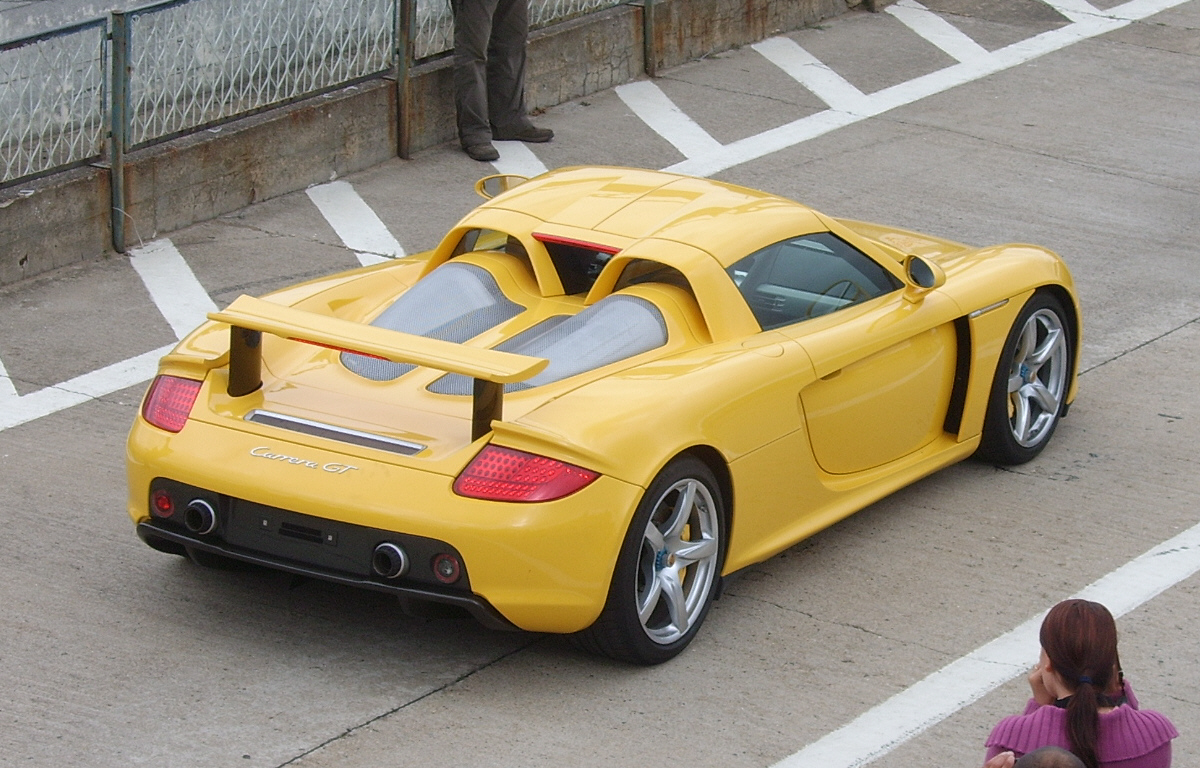
… und mit hochgefahrenem Heckflügel

Der Porsche Carrera GT ist das erste Serienfahrzeug, bei dem das als Monocoque gefertigte Fahrgestell und der Aggregateträger vollständig aus kohlenstofffaserverstärktem Kunststoff (CFK) bestehen. Wegen des Mittelmotors ist das Heck des Carrera GT lang gestreckt und hat zwei Entlüftungsöffnungen, die von gelochten Edelstahlblechen abgedeckt werden. Das Dach des Carrera GT besteht aus zwei CFK-Schalen, die im Kofferraum untergebracht werden können. Die Räder werden wie im Rennsport mit Zentralverschlüssen befestigt, die unterschiedliche Farben tragen: Rechts blau, links rot.

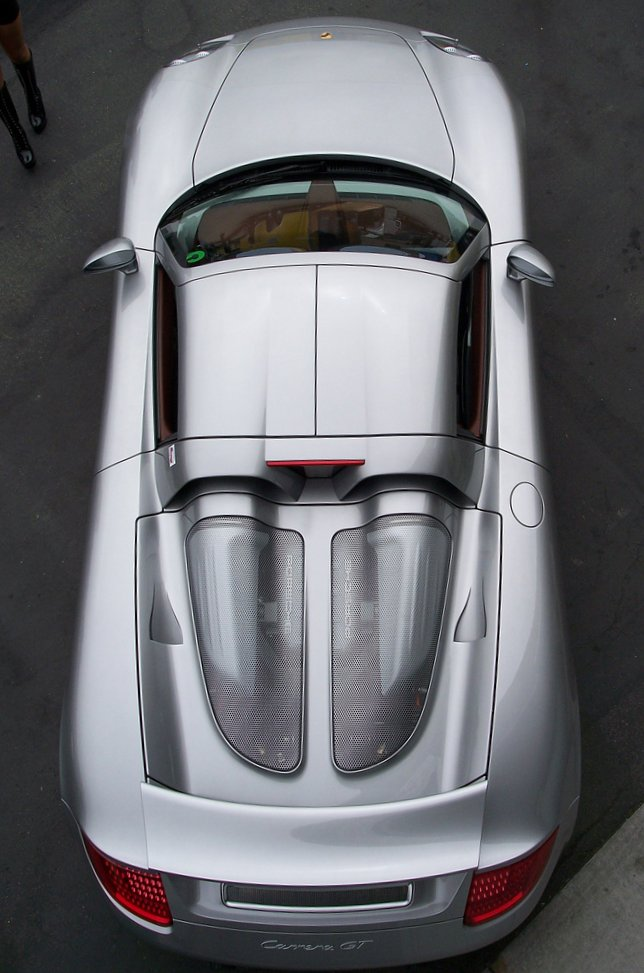
Draufsicht mit montiertem Targadach

Das „Downforce-Kit“, bestehend aus einem komplexen Luftleitsystem am Unterboden, hilft dem Carrera GT den Bodeneffekt auszunutzen, um auch bei hohen Geschwindigkeiten sicher die Spur zu halten. Er wird dabei von einem Heckflügel unterstützt, der ab einer Geschwindigkeit von 120 km/h automatisch hochfährt, um den Anpressdruck noch weiter zu erhöhen. Dieser Heckflügel kann aber auch von Hand und im Stand hochgefahren werden.

## Innenraum
Der Innenraum ist dem Zweck entsprechend gestaltet. Die Recaro-Schalensitze bestehen aus einem leichten (10,3 kg) Aramid-Kohlenstofffaser-Verbund, die Pedale aus Aluminium. Im Zentrum des Innenraums ist der Schaltknüppel platziert, höher als bei „normalen“ Fahrzeugen, um den Abstand zum Lenkrad möglichst gering zu halten. In Erinnerung an den Porsche 917 ist der Schaltknauf aus Balsa-Schichtholz gefertigt, konnte aber ab Modelljahr 2005 auch aus Carbon oder Leder bestellt werden.

## Serienausstattung
Der Carrera GT kostete neu in Deutschland 452.690 €. Zur Serienausstattung zählte neben der PCCB-Keramikverbundbremsanlage („Porsche Ceramic Composite Brake“) auch ein passendes, fünfteiliges Gepäckset (jeweils ein Kleidersack, der hinter den Sitzen zu befestigen ist; ein kleiner Beutel, der unter dem Schaltknauf Platz findet; eine Reisetasche, die genau in den 76 Liter großen Kofferraum passt; je eine Hand- und Aktentasche, die exakt zwischen Tür und Sitz passen). Ohne Aufpreis war ab Werk ein Navigationssystem (basierend auf dem Becker Online Pro) und eine Klimaanlage lieferbar. Ebenfalls ohne Aufpreis waren die sechs Farben „GT Silber metallic“, „Schwarz“, „Basaltschwarz metallic“, „Fayencegelb“, „Indischrot“ und „Sealgrau metallic“ erhältlich. Für das Leder standen drei Farben zur Auswahl: Terra, Ascotbraun und Schwarz. Das Kofferset war immer aus dem gleichen Leder wie der Cockpitbezug. Ab Modelljahr 2005 konnten die Käufer ihren Wagen auch in einer Wunschfarbe lackieren lassen sowie die Farbe des Leders und der Zierleisten im Cockpit selbst bestimmen. Mittlerweile sind über 20 solcher „Paint-to-sample“-Farben bekannt geworden. Über die genaue Anzahl machte Porsche keine Angaben.

## Produktion
Die Produktion des bisher einzigen straßenzugelassenen V10-Modells von Porsche war zur Wahrung des Fahrzeugwertes und der Exklusivität auf 1500 Einheiten limitiert. Am 28. Dezember 2005 gab Porsche bekannt, dass die Produktion wie geplant im April 2006 eingestellt werde. Bis zu dieser Mitteilung lagen ca. 1250 Bestellungen vor. Am 6. Mai 2006 verließ das letzte von insgesamt 1270 Kundenfahrzeugen die Manufaktur in Leipzig. Im Porsche-Magazin Christophorus nennt Porsche selbst eine endgültige Produktionszahl von 1282 Fahrzeugen. In dieser Zahl sind allerdings auch alle Vorserienfahrzeuge und seriennahe Prototypen eingerechnet. Die Fertigungsdauer für ein Fahrzeug wurde mit 175 Stunden reiner Handarbeit angegeben.

## Zulassungszahlen
Zwischen 2004 und 2012 sind in Deutschland insgesamt 164 Porsche Carrera GT neu zugelassen worden.
|  |

|  |

|  |

|  |

|  |

|  |

|  |

|  |

|  |

|  |

|  |

|  |

|  |

|  |

|  |

|  |

|  |

|  |

|  |

|  |

|  |

|  |

|  |

|  |

| 0 |

|  |

|  |

|  |

|  |

|  |

|  |

|  |

|  |

|  |

|  |

|  |

|  |

|  |

|  |

|  |

|  |

|  |

|  |

|  |

|  |

|  |

|  |

|  |

|  |

|  |

|  |

|  |

|  |

|  |

|  |

|  |

|  |

| 0 |

|  |

|  |

|  |

|  |

|  |

|  |

|  |

|  |

|  |

|  |

|  |

|  |

|  |

|  |

|  |

|  |

|  |

|  |

|  |

|  |

|  |

|  |

|  |

|  |

|  |

|  |

|  |

|  |

|  |

|  |

|  |

|  |

| 0 |

|  |

|  |

|  |

|  |

|  |

|  |

|  |

|  |

|  |

|  |

|  |

|  |

|  |

|  |

|  |

|  |

|  |

|  |

|  |

|  |

|  |

|  |

|  |

|  |

|  |

|  |

|  |

|  |

|  |

|  |

|  |

|  |

| 0 |

|  |

|  |

|  |

|  |

|  |

|  |

|  |

|  |

|  | Benziner (164) |

|  | Benziner (164) |

## Technische Daten
| Fahrzeug:                                             | Carrera GT |
| ----------------------------------------------------- | --- |
| Motor:                                                | 10-Zylinder-V-Motor (Viertakt), Mittelmotor, längs eingebaut |
| Hubraum:                                              | 5733 cm³ |
| Bohrung × Hub:                                        | 98,0 × 76,0 mm |
| Leistung bei 1/min:                                   | 450 kW (612 PS) bei 8000 |
| Max. Drehmoment bei 1/min:                            | 590 Nm bei 5750 |
| Max. Drehzahl in 1/min:                               | 8400 |
| Verdichtung:                                          | 12,0 : 1 |
| Literleistung:                                        | 78,5 kW/l (106,7 PS/l) |
| Ventilsteuerung:                                      | zwei oben liegende Nockenwellen pro Zylinderreihe (Kettenantrieb), vier Ventile pro Zylinder, über Tassenstößel betätigt |
| Kühlung:                                              | Flüssigkeitskühlung (Kühlsysteminhalt 28 Liter) |

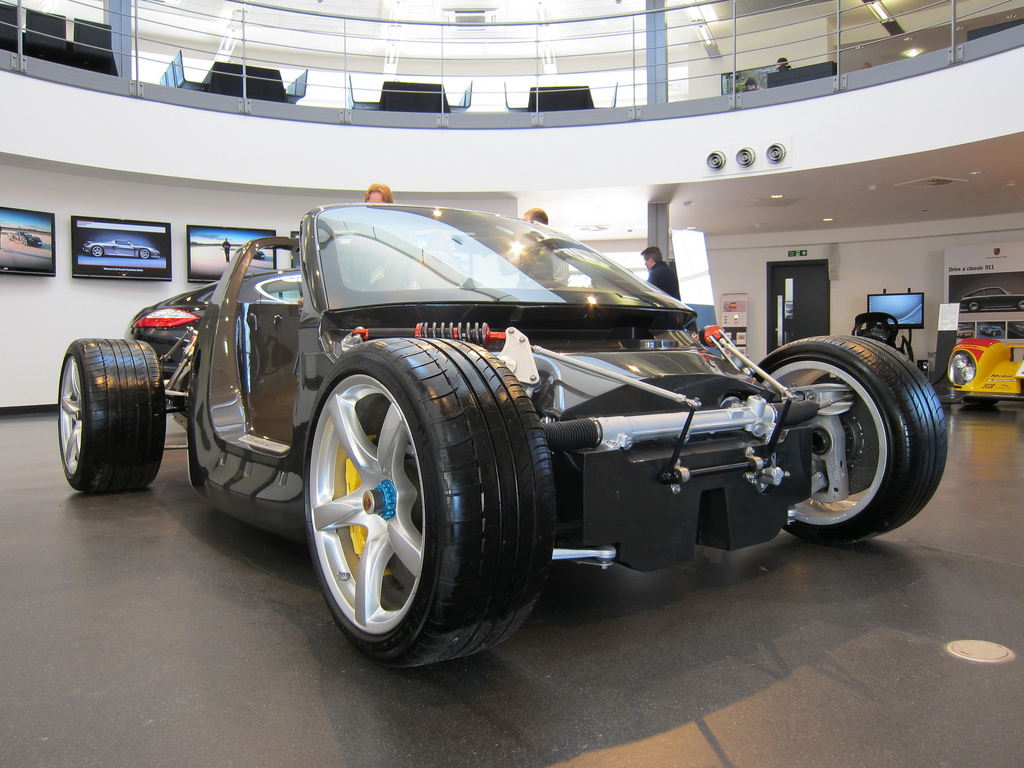
Monocoque des Carrera GT

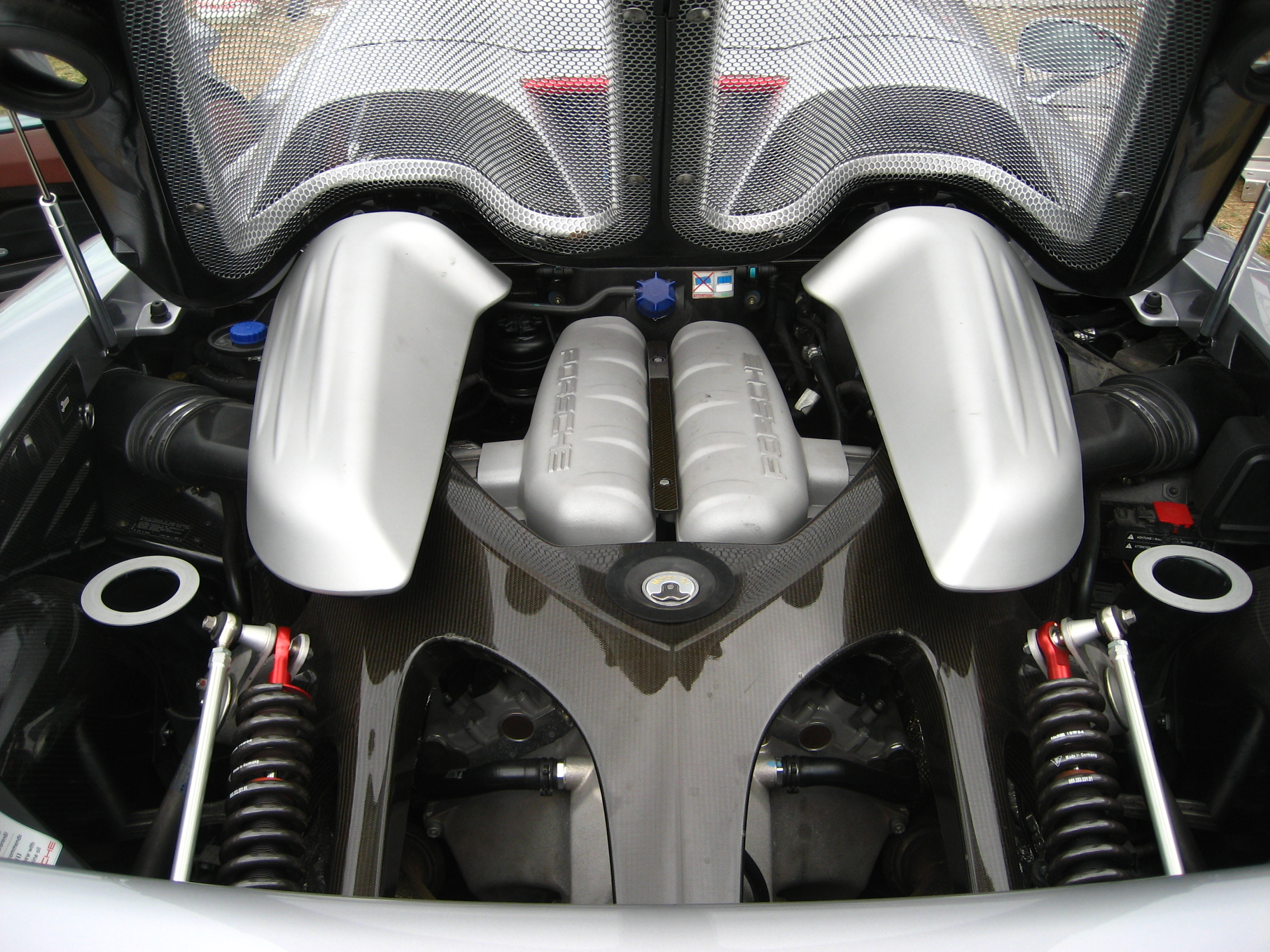
Motorraum

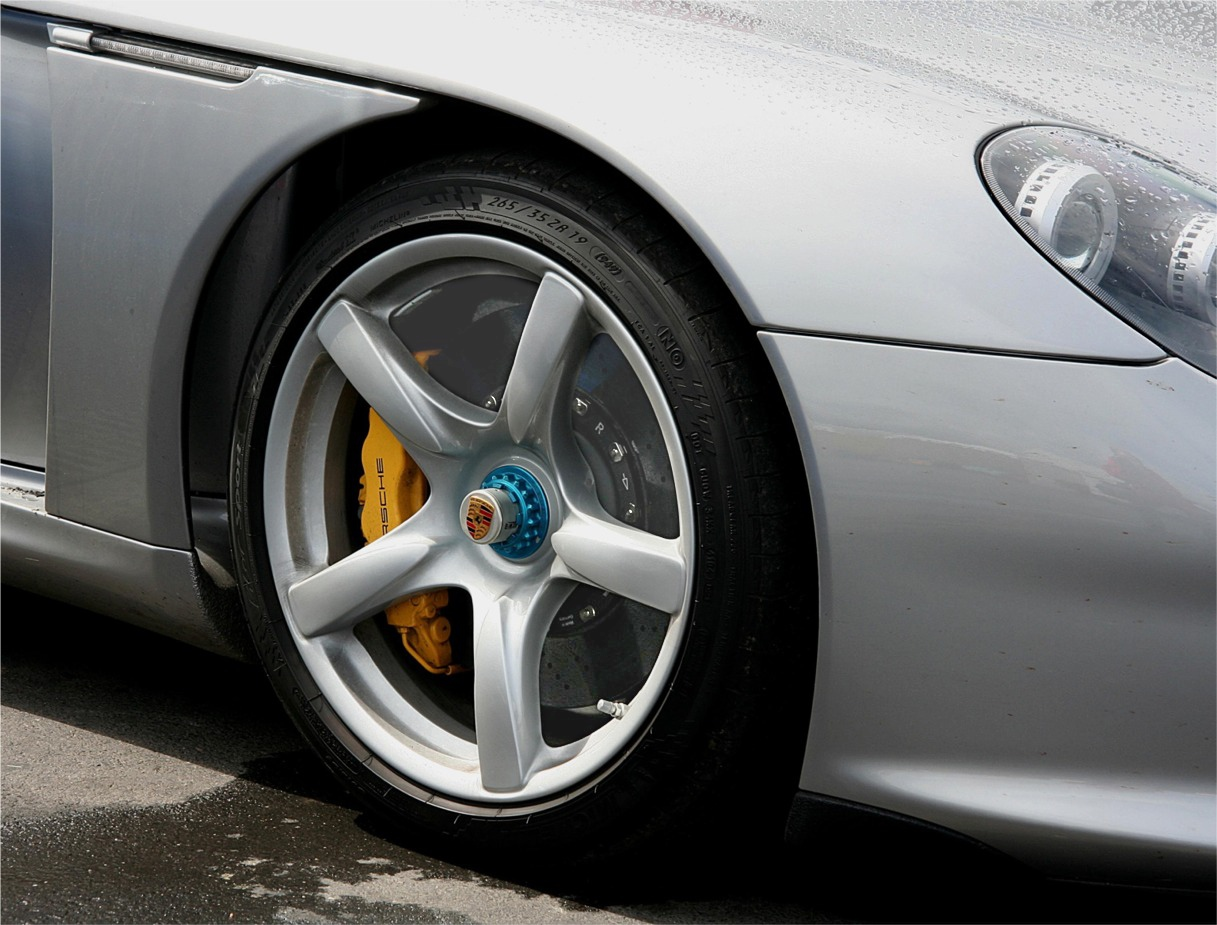
Rechtes Vorderrad mit Zentralverschluss und dahinterliegender Keramikbremsscheibe

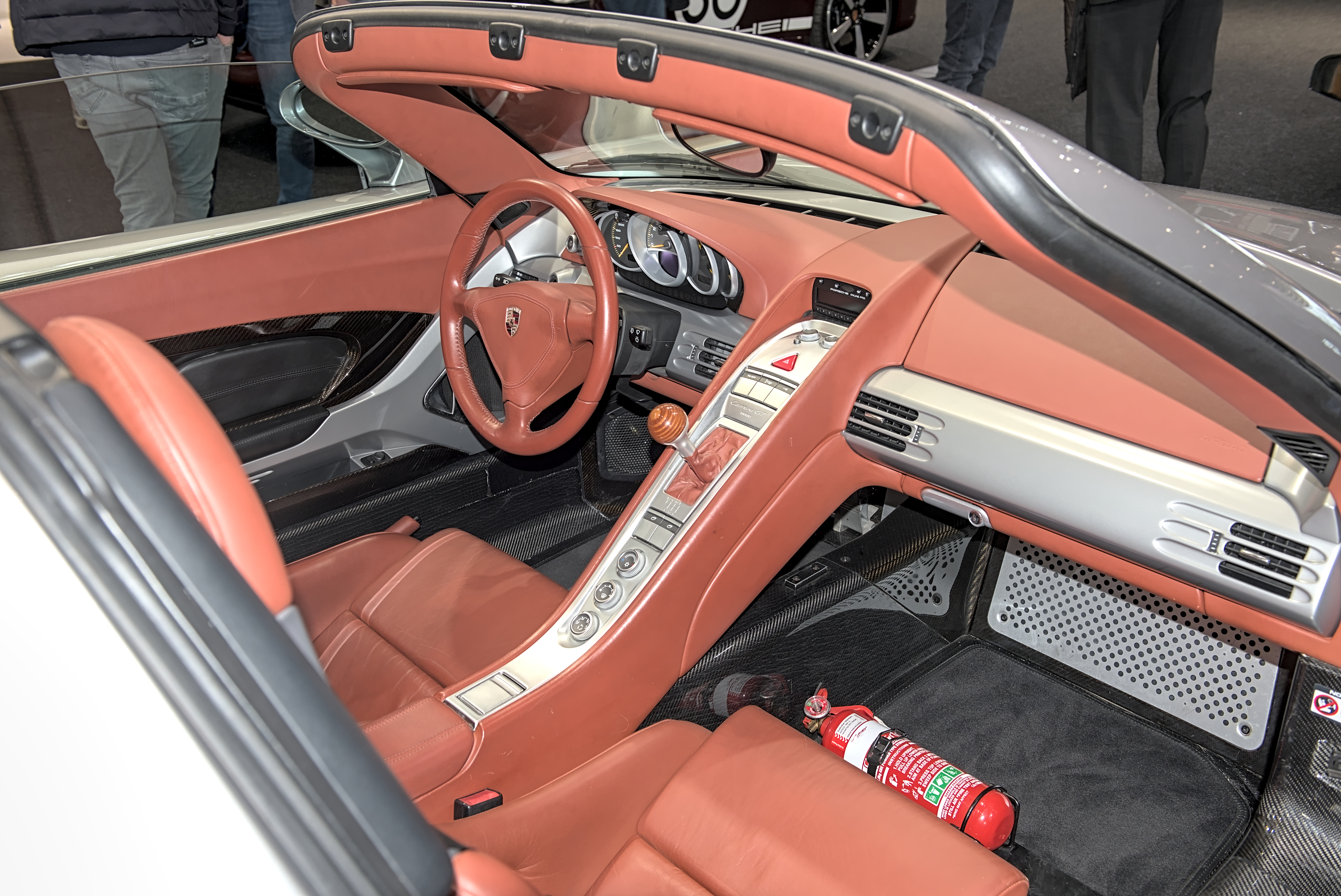
Innenraum eines Carrera GT

| Getriebe:                                             | - quer eingebautes 6-Gang-Getriebe mit zusätzlicher Übersetzung - Lamellensperrdifferenzial an der Hinterachse - Hinterradantrieb - Einmassenschwungrad - 169 mm Zwei-Scheiben-Keramik-Trockenkupplung („Porsche Ceramic Composite Clutch“ (PCCC)) - „Flexball“-Schaltzüge (Edelstahlband, anstatt gewickelter Stahlseile) |
| Bremsen:                                              | innenbelüftete Keramikverbund-Bremsscheiben, ABS und Bremskraftbegrenzer |
| Radaufhängung vorn:                                   | Doppelquerlenker |
| Radaufhängung hinten:                                 | Doppelquerlenker |
| Federung vorn und hinten:                             | über Schubstangen und Kipphebel betätigte Feder-Dämpfer-Einheiten |
| Karosserie:                                           | CFK-Monocoque und -Karosserie, Luftwiderstandsbeiwert (Cw): 0,39 |
| Spurweite vorn/hinten:                                | 1612/1587 mm |
| Radstand:                                             | 2730 mm |
| Reifen/Felgen:                                        | Räder aus Magnesium geschmiedet (VA: 265/35 ZR19 auf 9.5 J × 19" / HA: 335/30 ZR20 auf 12.5 J × 20") |
| Maße L × B × H:                                       | 4613 × 1921 × 1166 mm |
| Leergewicht:                                          | 1380 kg |
| Zulässiges Gesamtgewicht:                             | 1630 kg |
| Höchstgeschwindigkeit:                                | 334 km/h |
| Beschleunigung 0–100 km/h:                            | 3,9 s |
| Beschleunigung 0–200 km/h:                            | 9,9 s |
| Beschleunigung + Bremsen 0–200–0 km/h:                | 14,1 s |
| Kraftstoffverbrauch auf 100 km (Super Plus 98 Oktan): | ø 17,8 l |

## Fahrleistungen (Testwerte)
- 0–60 km/h 2,06 s[6]
- 0–80 km/h 2,61 s[6]
- 0–100 km/h 3,57 s[6]
- 0–120 km/h 4,33 s[6]
- 0–140 km/h 5,13 s[6]
- 0–160 km/h 6,46 s[6]
- 0–180 km/h 7,59 s[6]
- 0–200 km/h 9,25 s[6]
- 400 m mit stehendem Start: 10,97 s[6]
- 1000 m mit stehendem Start: 19,42 s (Endgeschwindigkeit 284 km/h)[6]
- Höchstgeschwindigkeit: 334 km/h[7]
- Bremsweg aus 100 km/h: 33,5 m[6]
- Bremszeit aus 200 km/h: 4,8 s[8]
- Bremsweg aus 250 km/h: 191 m (Verzögerung 12,6 m/s²)[7]

Im Test von sport auto wurden 0–200 km/h in 10,2 Sekunden (vollgetankt mit Beifahrer) und eine maximale Querbeschleunigung von 1,35 g erreicht. Sowohl auf der Nürburgring-Nordschleife als auch auf dem Hockenheimring stellte er neue Bestwerte für vom Magazin getestete straßenzugelassene Sportwagen auf.

## Carrera GTZ

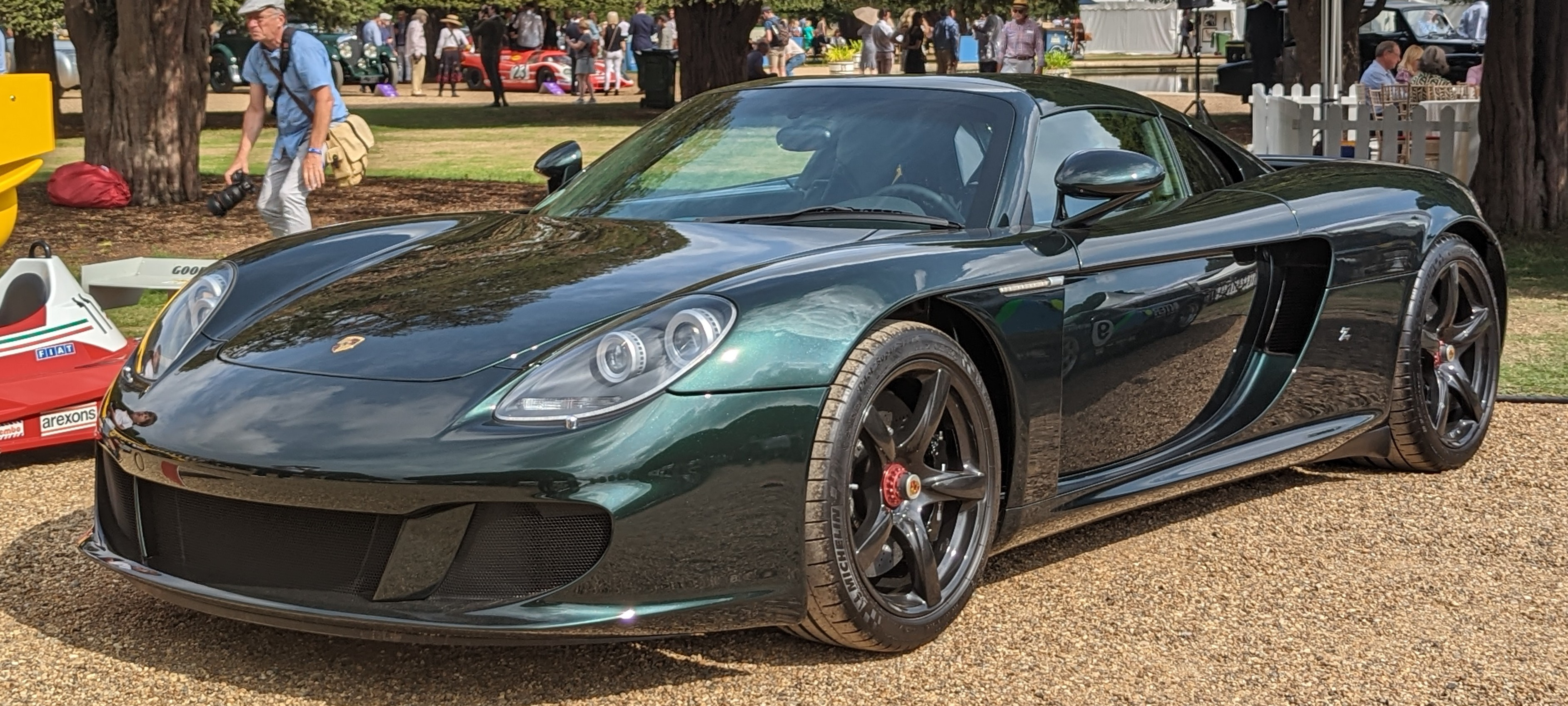
Porsche Carrera GTZ

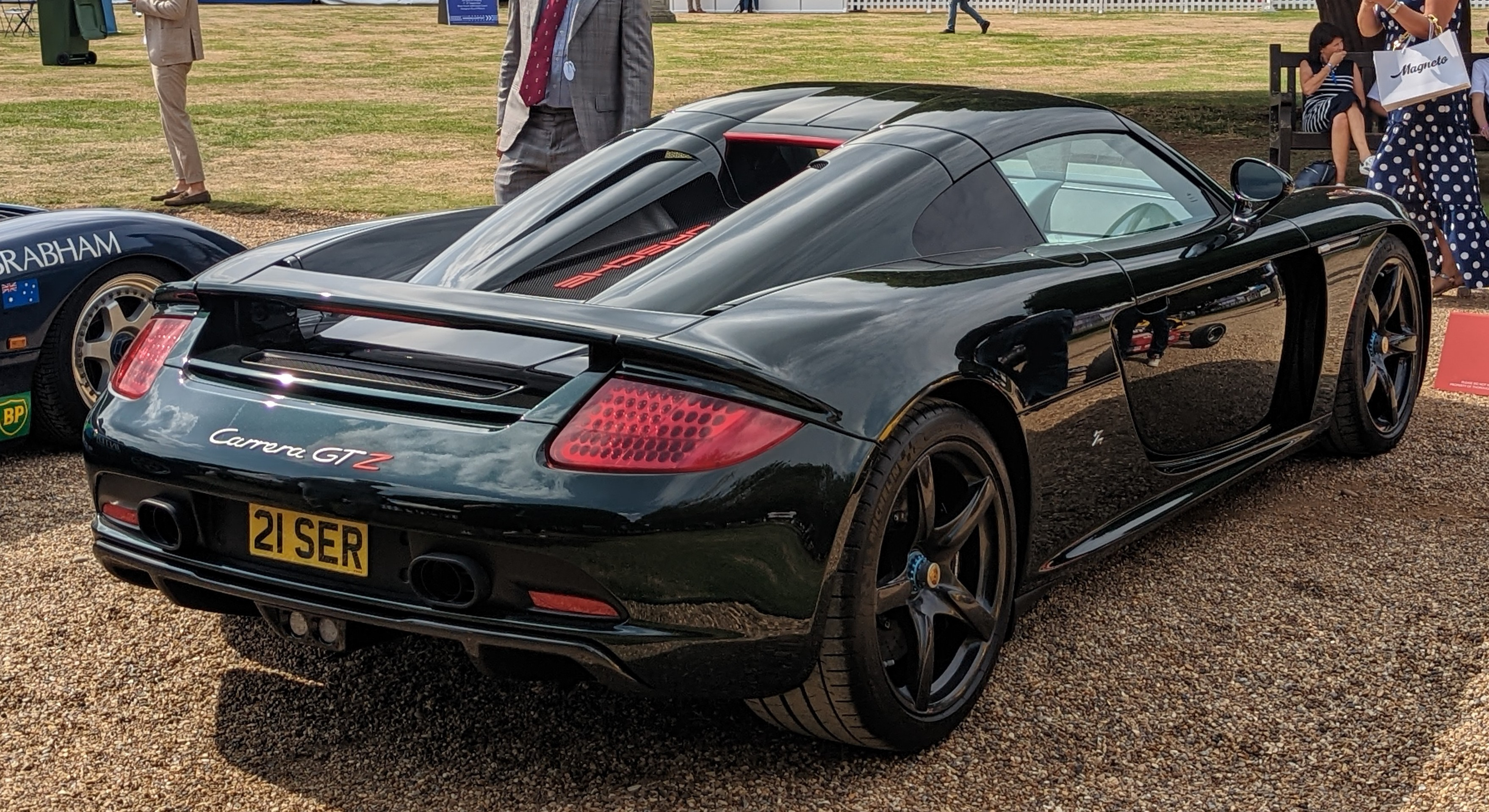
Heck des GTZ

Das italienische Designbüro Zagato entwarf 2013 im Auftrag eines schweizerischen Kunden eine neugestaltete Karosserie für dessen Carrera GT. Das Einzelstück greift die besonders in der ersten Hälfte des 20. Jahrhunderts populäre Tradition des Karosseriebaus (engl.: Coachbuilding) auf. Die auffälligste Änderung außen ist die Neugestaltung der oberen Heckpartie, insbesondere der Motorabdeckung. Zagato entwarf eine fließendere Dachlinie mit den typischen doppelten „Höckern“, wie man sie auch bei vielen anderen Modellen des Karosseriebauers findet. Die Front- und Heckschürze, der Diffusor und die Auspuffrohre wurden ebenfalls geringfügig umgestaltet. Die Technik des Carrera GTZ blieb von Zagato unangetastet, sodass die technischen Daten und Fahrleistungen denen des Carrera GT entsprechen.

## Sonstiges
- Mit 7:32,44 Minuten für eine Runde auf der Nordschleife des Nürburgrings hatte der Carrera GT kurze Zeit (vom 21. September bis 24. Oktober 2004) den Rundenrekord für straßenzugelassene Fahrzeuge auf dieser Strecke inne. Pilot bei dieser Rekordfahrt (Durchschnittsgeschwindigkeit: 164 km/h) bei niedrigen Temperaturen mit nassen Stellen auf der Fahrbahn war der Chefredakteur der Zeitschrift Sport auto, Horst von Saurma; er merkte an, dass die Zeit „unter idealen Bedingungen sicher noch um gute zehn Sekunden unterboten“ werden könne.[8]
- Der Carrera GT hat keinen offiziellen Vorgänger; Porsche selbst nimmt jedoch in seinem Prospekt – Stand 09/2000 WVK 178 812 – u. a. Bezug auf den 718 RS 60 Spyder sowie den 910/8 Bergspyder.
- 2024 wurde mit einem ehemaligen Schulungsfahrzeug der Porsche AG und dem ehemaligen Rennfahrer Jörg Bergmeister am Steuer eine Rundenzeit von 7:12,69 auf der kurzen 20,6-Kilometer-Variante der Nordschleife des Nürburgrings vermeldet. Gefahren wurde mit Semisliks der aktuellen Generation (Michelin Pilot Sport Cup 2 N0).[13] Dies entspricht der Zeit eines Porsche 911 GT3 der Generation 991.2 unter den gleichen Bedingungen (Streckenvariante, Reifen, Werksfahrer).